# 约法三章
约法三章原指刘邦攻入秦朝都城咸阳后，一度制定简化秦朝苛法的作為，现今被作为成语使用。「約法」一詞，演变成为根本之法律规定，曾成为“宪法”的名称。又指互相遵守的條件。

## 历史
约法三章一词，最早出现于《史记》“高祖本纪”。公元前207年，刘邦占领秦都咸阳后，废除秦律，约定三条法律：
杀人者死、伤人及盗抵罪（殺人者處死，傷害他人身體及盜取財物給予和罪行相應的刑罰）

## 影响
后来在中国史书中，“约法三章”还用于表示政府轻刑缓赋的措施，“三”已成泛称。例如在《晋书》“卷112·载记第12”、《宋书》“卷74·列传第34”、《南齐书》“卷24·列传第5”中都有记载。
“约法”也具有政府对民众许诺的根本法律的意味，在中华民国建立之初，很多宪法文件都被称为约法，例如《中华民国临时约法》。
1949年4月中国共产党发布的《中国人民解放军布告》，也曾约法八章。